# Benaoján
Benaoján er en by og kommune i det sydlige Spanien i provinsen Málaga. Den har et indbyggertal på 1.428 (2024) indbyggere.